# Christian Adolph Wagner
Christian Adolph Wagner (* 20. Juni 1801 in Friedrichsthal (Saar); † 20. September 1874 in Saarbrücken) war ein deutscher Glasfabrikant und Bürgermeister.

## Leben

### Herkunft und Familie
Christian Adolph Wagner war der Sohn des Glasfabrikanten Johann Philipp Wagner (1766–1839), der 1797 gemeinsam mit seinen Schwägern Carl Philipp Vopelius und Ludwig Reppert die Mariannenthaler Glashütte gepachtet hatte. Seine Mutter war Sophie Katharina Eberhard (1872–1803). 
Am 23. Juni 1829 heiratete er seine Cousine Johanna Luisa Julia Vopelius (1810–1867, Tochter des Carl Philipp Vopelius). Aus der Ehe gingen die Töchter Charlotte Auguste Ida (1839–1866), Eleonore Ida (1845–1924) und Maria Karoline (* 1843, ⚭ 1865 Ernst Wagner (1836–1902)) hervor.
Die Ehe wurde auch vor dem Hintergrund, die familiären und wirtschaftlichen Verflechtungen der Familien Vopelius und Wagner zu festigen, geschlossen.

### Wirken
1847 kaufte Christian Adolph die Mariannenthaler Glashütte in Schnappach (Ortsteil von Sulzbach/Saar), die weißes Tafel- und Musselinglas sowie Dachziegel produzierte. Die Jahresproduktion lag 1860 bei ca. 1000 Tonnen.
Der Hüttenbetrieb war nach dem Tode des Vaters zunächst von seinem Bruder Johann Ludwig (1789–1871) bis 1844, als dieser zum Bürgermeister in Saarbrücken bestimmt wurde, als Pächter weiter betrieben worden.
Er war in den Jahren von 1842 bis 1847 Bürgermeister von Dudweiler. 1866 wurde die Gemeinde Sulzbach/Saar gebildet. Dort wurde Wagner der erste Ortsvorsteher.
Er war Mitglied des Verwaltungsrates des Stiftes Sankt Arnual und Presbyter der Kirchengemeinde Dudweiler. 

## Auszeichnungen
- 1869: Kommerzienrat
- 1873: Kronenorden III. Klasse